# Solter simoni
Solter simoni är en insektsart som beskrevs av Hölzel 1981. Solter simoni ingår i släktet Solter och familjen myrlejonsländor. Inga underarter finns listade i Catalogue of Life.